# Pojezierze Dzukijskie
Pojezierze Dzukijskie (lit. Dzūkų aukštuma) – pojezierze na południowej Litwie, na wschód od rzeki Niemen, między dolnym biegiem rzek Mereczanka i Wilia.

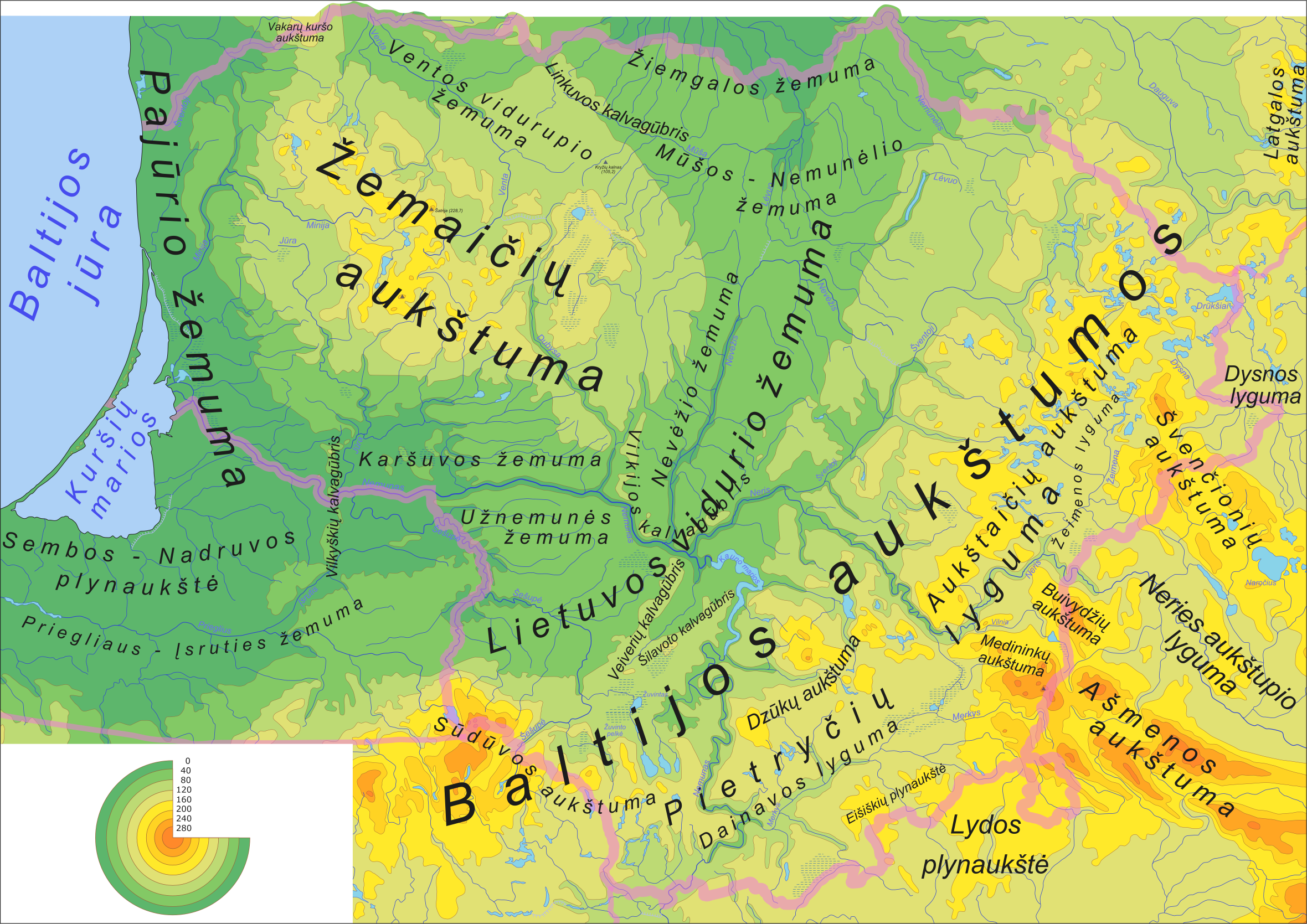
Topograficzna mapa Litwy

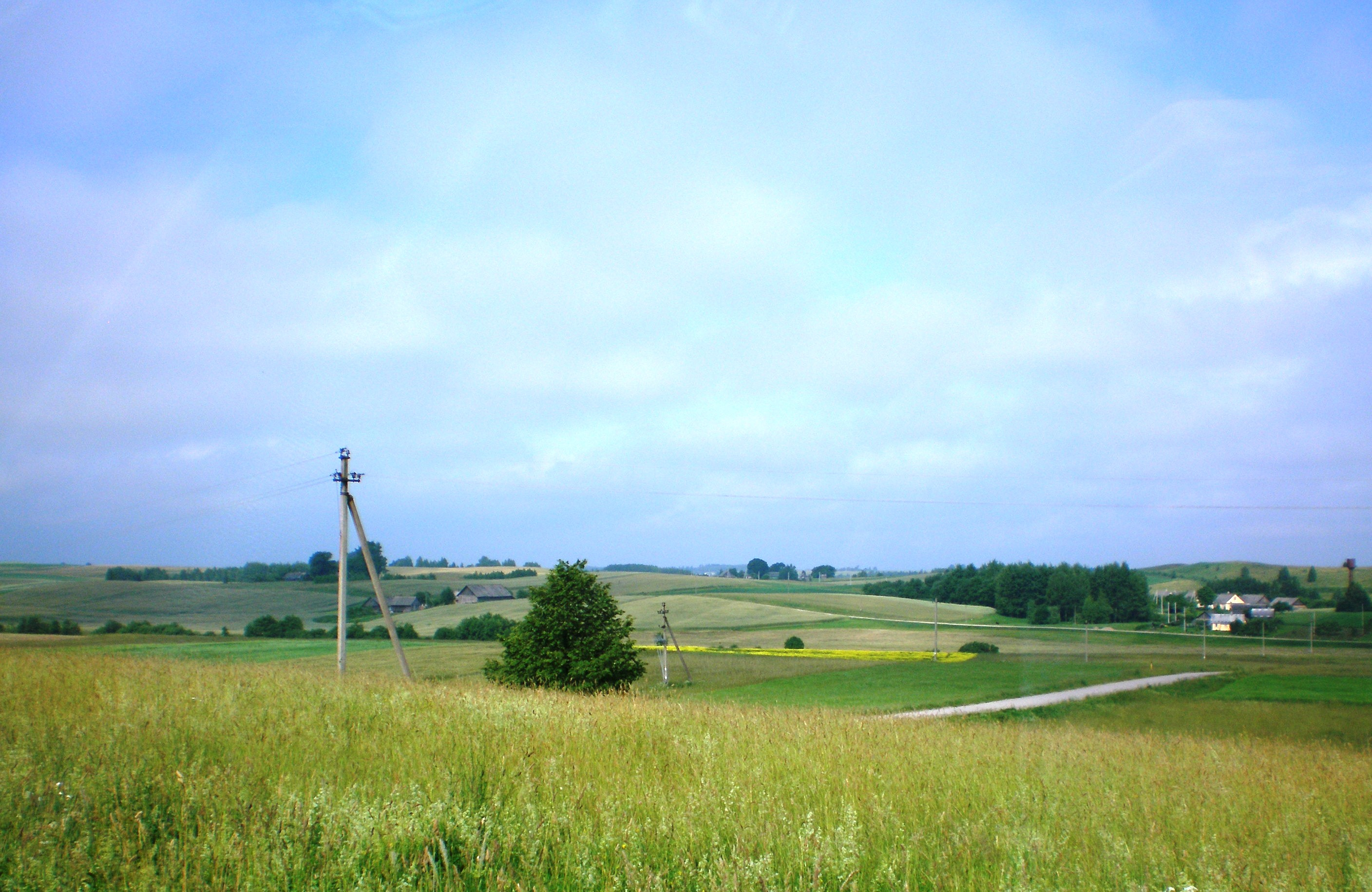
Krajobraz Pojezierza Dzukijskiego w pobliżu wsi Vilūnai

Najwyższe wzgórza na obszarze pojezierza to: Gedanonių (257.7 m), Trakų (229 m) i Alytaus (201 m, w pobliżu wsi Žemaitėliai).
Pojezierze Dzukijskie jest jednym z najmłodszych pojezierzy na Litwie – powstało ono ok. 18 tys. lat temu, podczas ostatniego zlodowacenia.
Tutejsza jeziora i doliny są dosyć głębokie (np. dolina rzeki Strawy). Znajdują się tu również obszary równinne, głównie w pobliżu miejscowości Hanuszyszki, Dusmenys i Pivašiūnai.